# Акерслот
Акерслот (нід. Akersloot) — село в нідерландській провінції Північна Голландія. Входить до муніципалітету Кастрікюм.
Його площа становить 10,20 км², а населення станом на 2021 рік складало 5 010 осіб.
До 2002 року мало статус окремого муніципалітету. Бастіон у форті Галле на Шрі-Ланці називається бастіон Акерслоот, який був батьківщиною Віллема Якобсзуна Костера, який 13 березня 1640 року здобув Галле від Протугесса.

## Галерея

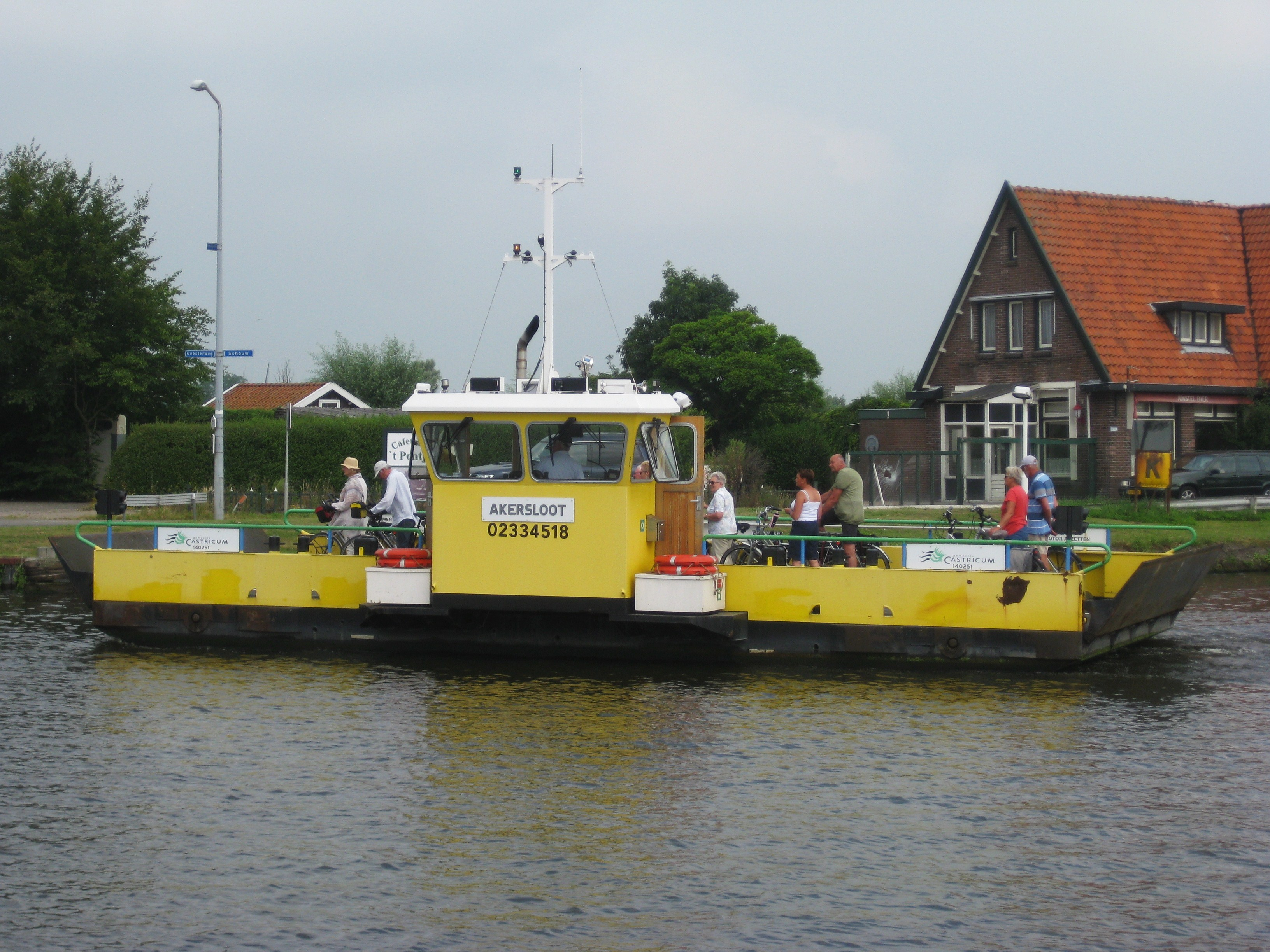
Паром в Акерслоті
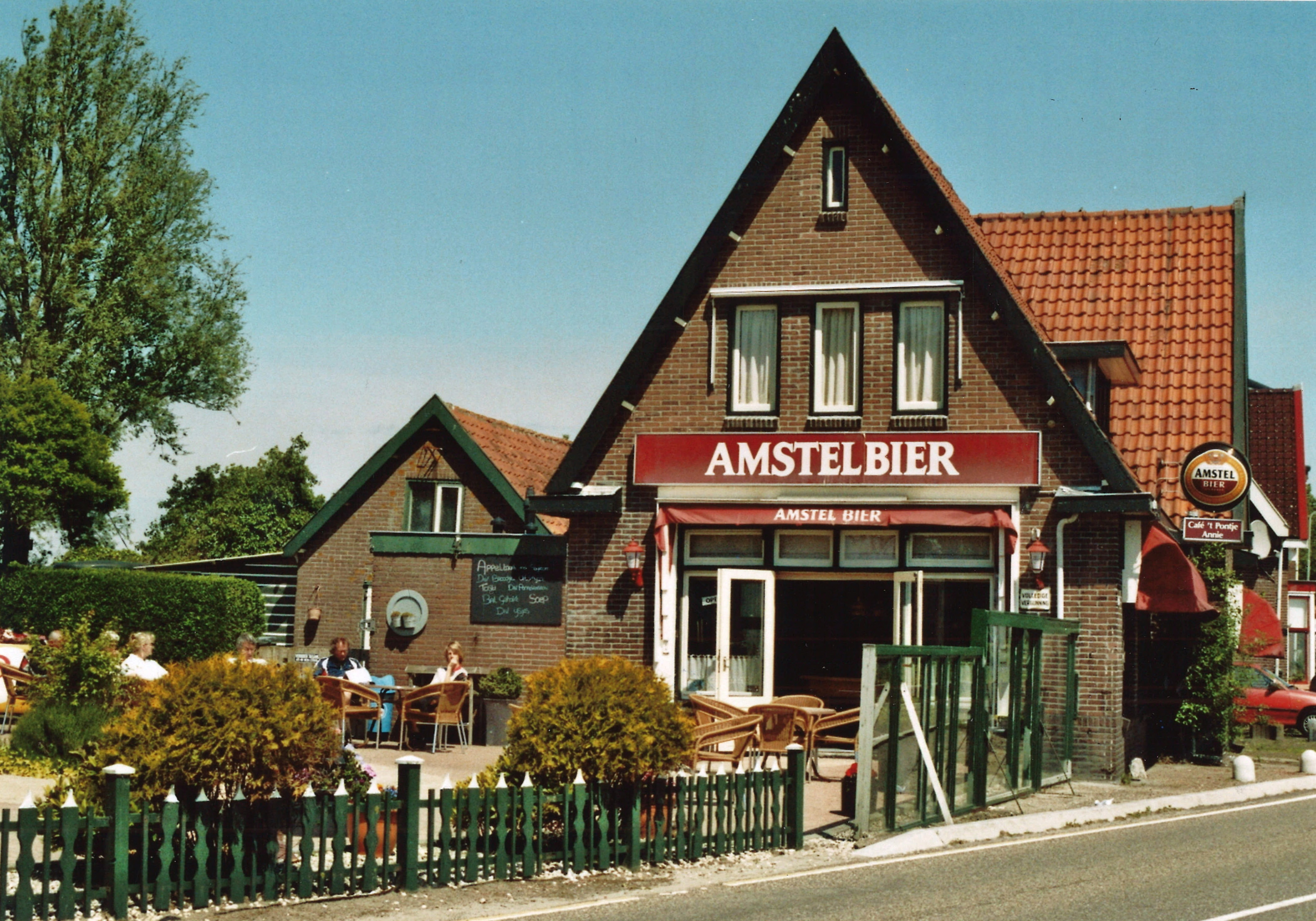
Паб в Акерслоті
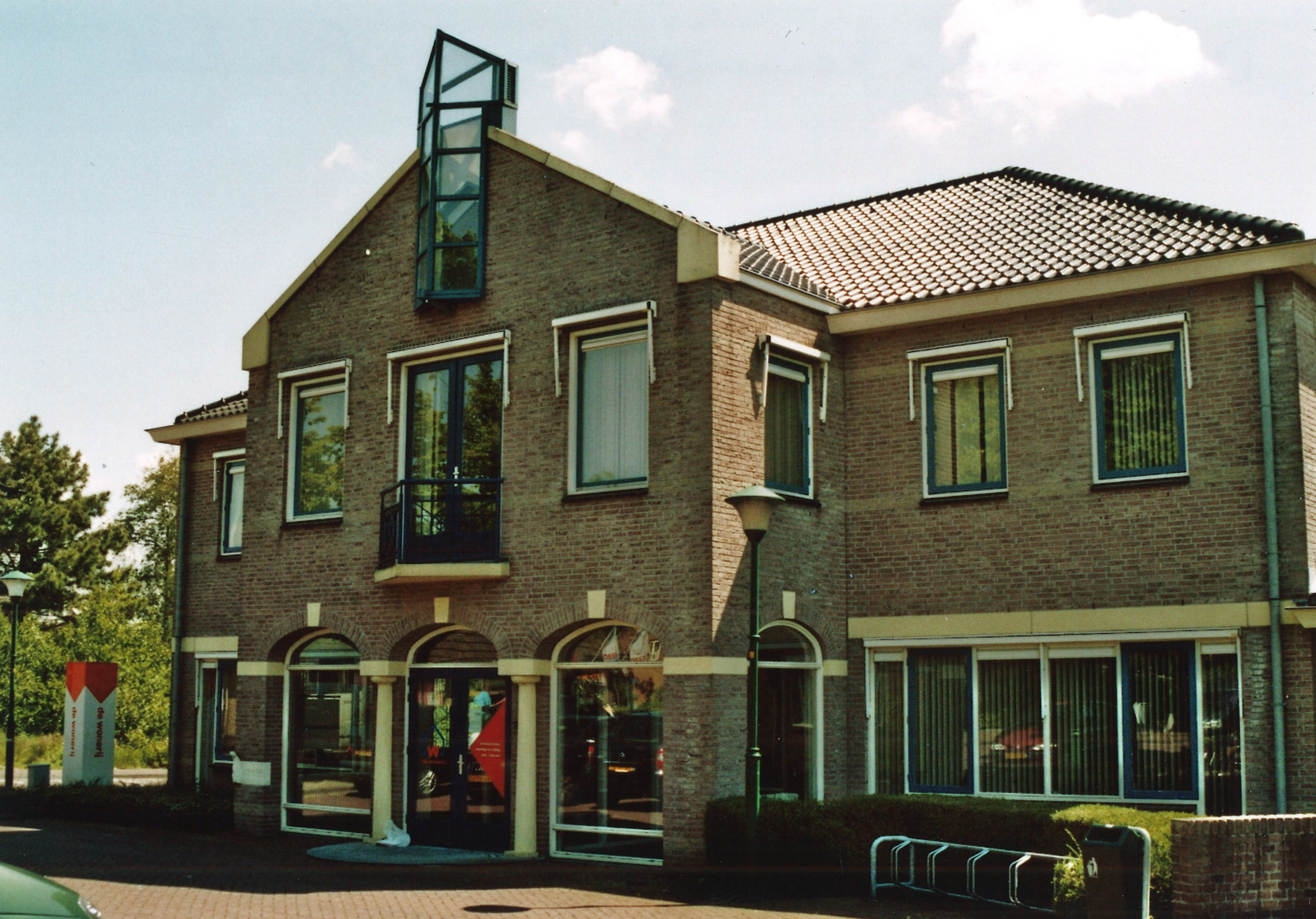
Будівля колишньої мерії
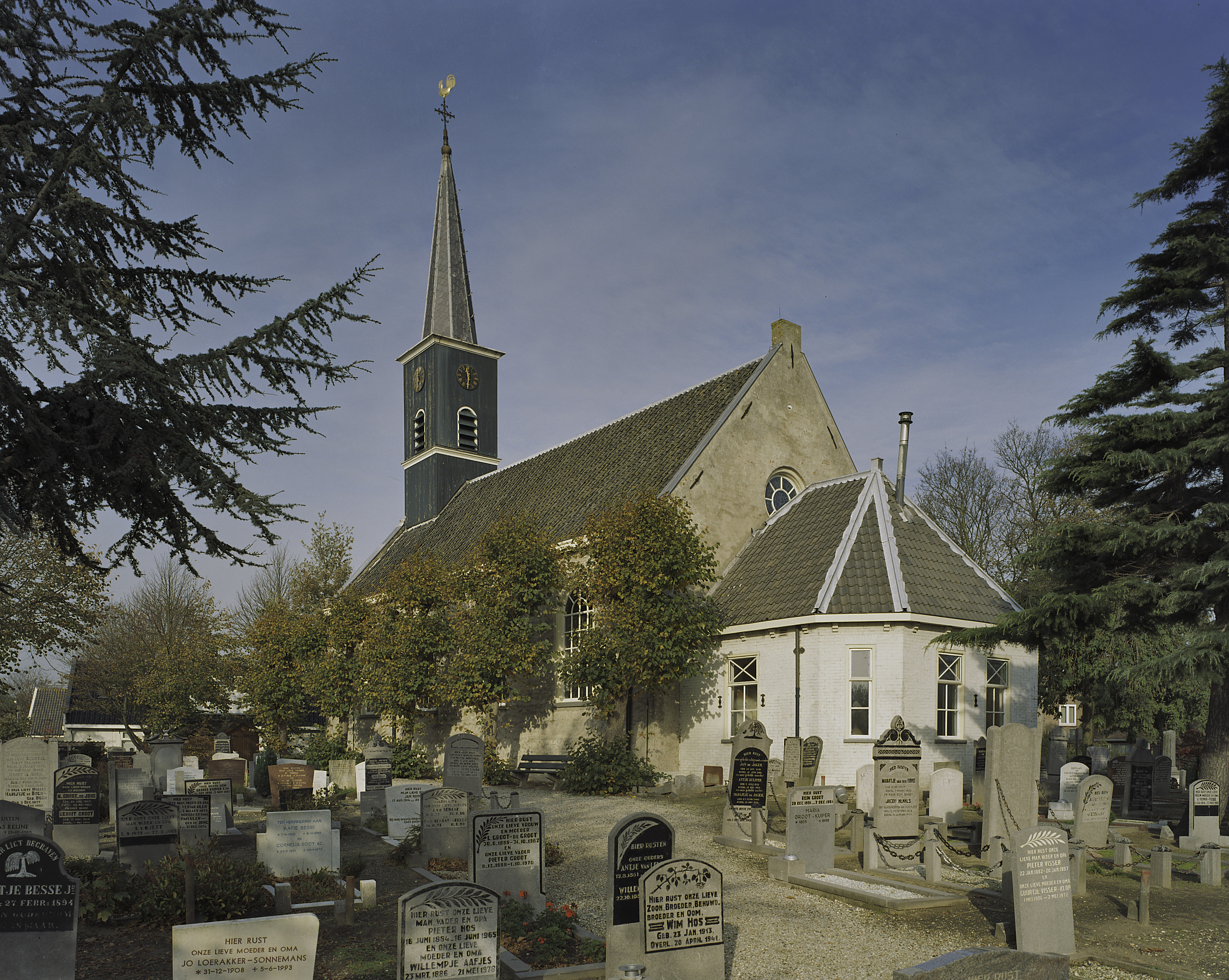
Реформистська церква